# Strada statale 397 di Montemolino
La ex strada statale 397 di Montemolino (SS 397), ora strada regionale 397 di Monte Molino (SR 397), è una strada regionale italiana che si snoda in Umbria.

## Percorso
La strada ha origine nel centro abitato di Marsciano dove si innesta sulla ex strada statale 317 Marscianese. Lungo il suo percorso costeggia la linea ferroviaria Centrale Umbra, passando per Fratta Todina e poco lontano da Monte Castello di Vibio.
Supera quindi il fiume Tevere, per innestarsi sulla strada statale 3 bis Tiberina in corrispondenza dell'uscita Fratta Todina-Monte Castello di Vibio.
In seguito al decreto legislativo n. 112 del 1998, dal 2001, la gestione è passata dall'ANAS alla Regione Umbria che ha poi ulteriormente devoluto le competenze alla Provincia di Perugia, mantenendone comunque la titolarità.